# Battle Raper
Battle Raper (яп. バトルレイパー) — компьютерная игра в жанрах эроге/файтинга, разработанная и изданная японской компанией Illusion Soft для Windows в 2002 году. В 2005 году вышел сиквел Battle Raper 2.

## Игровой процесс
Battle Raper — видеоигра в жанре 3D файтинга с рукопашным боем. В отличие от большинства классических файтингов, при нанесении ударов противник теряет одежду, в игре также имеются спец. приёмы при которых открываются откровенно эротические сцены атаки. На аренах персонаж игрока может зарабатывать различные бонусы. Помимо сражений с ботами в одиночной и многопользовательском режимах, в игре имеется сюжет, а также доп. режим в котором можно открыть разблокируемый контент в котором открывается возможность получить изображения всех игровых персонажей.

## Сюжет
Секретная военная организация под названием асшур арестовывает Кисараги Джоу, международного полицейского. Раку, врач асшур, превращает Джоу в биологическое оружие по имени Зенон и приказывает ему насиловать женщин

## Отзывы критиков
Игра приобрела широкую известность из-за элементов принуждения к сексу и повлияла на создание в Японии Ethics Organization of Computer Software (EOCS) агентства по присуждению рейтинга игр в Японии. Washington Post включила игру в число 15 самых морально спорных видеоигр. GamesRadar включил игру в список семи «самых злых» видеоигр в 2007 году, как сказал редактор GamesRadar обосновал свой выбор тем, что когда в игре «начинается изнасилование, любой причудливый юмор которые можно получить с этим больным хентайским продуктом быстро пропадает». Battle Raper также попала в топ 12 самых странных файтингов 2008 года.